# Renton Football Club
Le Renton Football Club est un club écossais de football fondé en 1872 et disparu en 1921 basé à Renton.

## Histoire
Ils font partie des membres fondateurs de la Scottish Football League au sein de laquelle ils ont joué de sa création en 1890 jusqu'en 1898. Leur implication dans la création de la ligue est même primordiale car c'est leur secrétaire (dénomination d'époque pour désigner un rôle proche du président d'aujourd'hui), qui en mars 1890,  écrivit une lettre à treize autres clubs pour les inviter à réfléchir à l'opportunité de la création d'une ligue écossaise. Ils furent aussi l'un des clubs fondateurs de la Scottish Football Union au sein de laquelle ils ont joué de sa fondation en 1906 jusqu'à l'arrêt de cette compétition en 1915. Ils participèrent aussi à l'Inter County League.

## Palmarès
- Coupe d'Écosse de football
  - Vainqueur : 1885 et 1888
  - Finaliste : 1875, 1886 et 1895

- Football World Championship
  - Vainqueur : 1887

## Anciens joueurs
- Joseph Lindsay